# Myrthe Bolt
Myrthe Bolt (Roden, Drenthe, 26 de enero de 1999) es una modelo neerlandesa.

## Carrera
Bolt firmó con Next Management su debut en Miu Miu en 2017; la siguiente temporada, modeló para marcas como Topshop, Versus (Versace), Fendi y The Row. Ha aparecido en anuncios de Just Cavalli, Nordstrom y Topshop. Ha aparecido en editoriales para CR Fashion Book, British Vogue, Vogue Paris y The Wall Street Journal.
En el 2018, participó en el Victoria's Secret Fashion Show.

## Vida personal
Bolt estudia medicina en la Universidad de Groninga.